# Karżniczka
Karżniczka (deutsch Deutsch Karstnitz, früher Deutsch Carstnitz, 1938–1945 Karstnitz) ist ein Dorf in der polnischen Woiwodschaft Pommern und gehört zur Landgemeinde Damnica (Hebrondamnitz) im Powiat Słupski (Stolper Kreis).

## Geographische Lage
Das Kirchdorf, durch das der Bach Carstnitz fließt, liegt in Hinterpommern, etwa 17 Kilometer östlich der Kreisstadt Stolp, zwischen Zagórzyca (Sageritz) und Damnica (Hebrondamnitz). 

## Geschichte

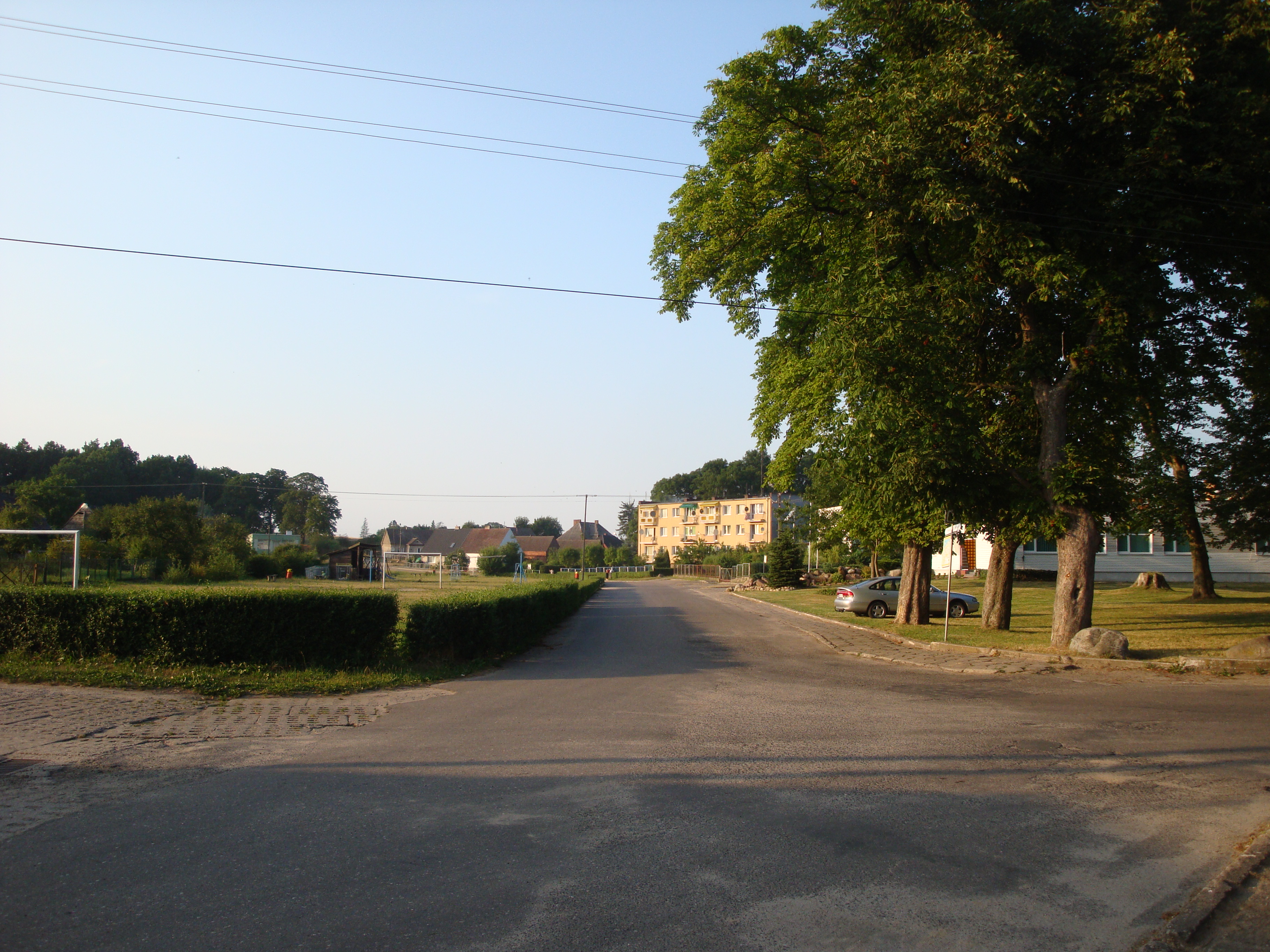
Ortsbild (2010)

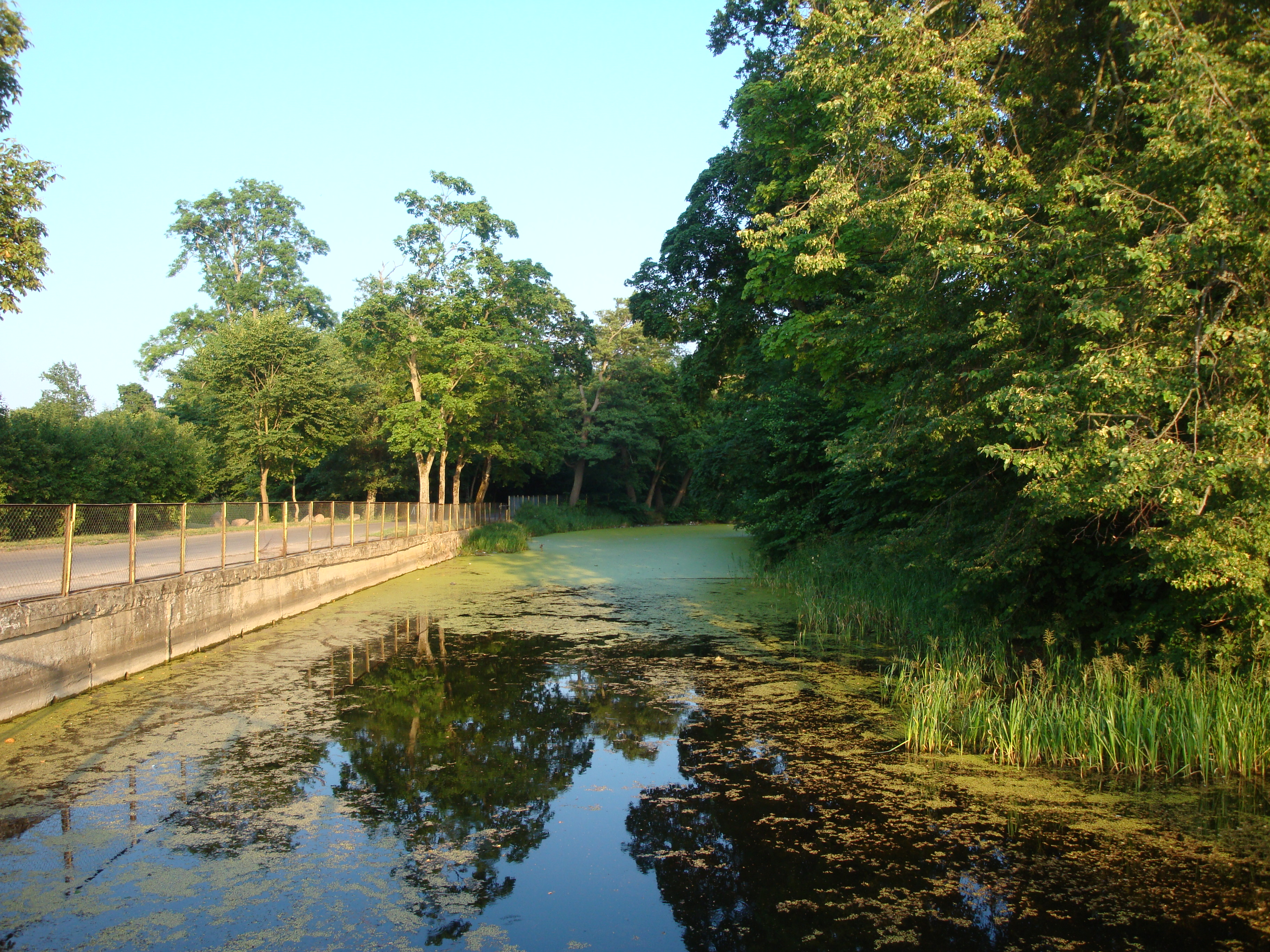
Carstnitz-Bach in Karstnitz

Im Landkreis Stolp gab es bis 1937 zwei Landgemeinden mit dem Namen „Karstnitz“. Sie wurden durch den Zusatz „Wendisch“ bzw. „Deutsch“ unterschieden. Deutsch Karstnitz wurde ab 1938 Karstnitz (ohne Zusatz) genannt, während Wendisch Karstnitz in Ramnitz  umbenannt wurde.
Der Siedlungsform nach ist das Dorf ein kleines Gassendorf. 
In den Jahren 1493 und 1538 erschien Deutsch Karstnitz im Besitz der Familie von Bandemer. 1546 belehnte Herzog Barnim IX. von Pommern-Stettin den Theologen Bartholomäus Schwave, der damals sein Amtshauptmann zu Bütow war, mit Deutsch Karstnitz. Später wurde es zusammen mit dem benachbarten Rittergut Benzin ein Lehen der adligen Familie Wobeser und kam dann an die adlige Familie von Hebron.
Daniel Dietrich von Hebron zu Damnitz verkaufte Deutsch Karstnitz und Benzin 1686 an Georg Lorenz von Puttkamer. Damit wurde Deutsch Karstnitz ein neues Lehen der uradligen Familie Puttkamer und blieb 259 Jahre in ihrem Besitz. Nächster Gutsherr wurde Bogislaw Ulrich von Puttkamer, der Deutsch Karstnitz und Benzin zunächst zusammen mit seinem Bruder geerbt hatte, beide nach einem 1714 geschlossenen Vergleich aber allein erhielt.
Um 1784 hatte Deutsch Karstnitz ein Vorwerk, eine Kornmühle, eine Schneidemühle, vier Kossäten, einen Schulmeister, außerdem das Vorwerk Grünhof, bei insgesamt 18 Haushaltungen.
Im Jahre 1905 zählte Deutsch Karstnitz 225 Einwohner. Ihre Zahl stieg bis 1933 auf 562 und betrug 1939 noch 532. 
Die Gemeindefläche betrug 1938 965 Hektar, In der Gemeinde Karstnitz gab es drei Wohnorte:
- Karstnitz
- Grünhof
- Kranichshof

Im Jahr 1925 standen in Deutsch Karstnitz 30 Wohngebäude.
Bis 1945 war Karstnitz eine Landgemeinde im Landkreis Stolp im Regierungsbezirk Köslin der preußischen Provinz Pommern des Deutschen Reichs. Die Ortschaft war in den Amts-, Standesamts- und Gendarmeriebezirk Hebrondamnitz (Damnica) eingegliedert. 
Gegen Ende des Zweiten Weltkriegs wurde Karstnitz am 8. März 1945 von der Roten Armee besetzt. Ein Treck mit Dorfbewohnern aus Karstnitz, der in Richtung Danziger Bucht aufgebrochen war, wurde von sowjetischen Truppen überrollt und war zur Umkehr gezwungen. Der Familie des Gutsbesitzers Bogislaw von Puttkamer gelang die Flucht mit dem Schiff über die Ostsee. Zwar war nach Kriegsende ganz Hinterpommern unter polnische Verwaltung gestellt worden, doch Karstnitz wurde erst nach Oktober 1951 von den sowjetischen Truppen aufgegeben und den Polen überlassen. 
Später wurden in der Bundesrepublik Deutschland 159 und in der DDR 34 Dorfbewohner aus Karstnitz ermittelt.
Die Ortschaft ist heute ein Teil der Gmina Damnica im Powiat Słupski in der Woiwodschaft Pommern (bis 1998 Woiwodschaft Stolp). Hier leben heute etwa 400 Einwohner.

## Kirche
Vor 1945 waren die Einwohner von Karstnitz überwiegend evangelischer Konfession. Das Dorf gehörte zum Kirchspiel Sageritz im Kirchenkreis Stolp-Altstadt in der Kirchenprovinz Pommern der Kirche der Altpreußischen Union. 
Für Katholiken war vor 1945 die katholische Pfarrei in Stolp zuständig. 

### Polnisches Kirchspiel seit 1945
Die seit 1945 und Vertreibung der einheimischen Dorfbewohner anwesende polnische Einwohnerschaft ist  mehrheitlich katholisch. 
Die Dorfkirche wurde 1945 von der polnischen Administration zugunsten der polnischen katholischen Kirche zwangsenteignet und vom polnischen katholischen Klerus ‚neu geweiht‘.
Der Ort gehört zur polnischen katholischen Pfarrei Zagórcyza (Sageritz) im Dekanat Główczyce im Bistum Pelplin der Katholischen Kirche in Polen. 
Hier lebende evangelische Kirchenglieder werden vom Pfarramt der Kreuzkirche in Słupsk in der Diözese Pommern-Großpolen der Evangelisch-Augsburgischen Kirche in Polen betreut.

## Schule
Bereits um 1784 gab es in Deutsch Karstnitz einen Schulmeister. Bis 1945 bestand hier eine einstufige Volksschule mit einem Lehrer, der zuletzt 62 Schulkinder unterrichtete.

## Verkehr
Der Ort ist über eine Nebenstraße zu erreichen, die in Mianowice (Mahnwitz) von der polnischen Landesstraße 6 (ehemalige deutsche Reichsstraße 2, heute auch Europastraße 28) abzweigt und über Zagórzyca (Sageritz) nach Damnica (Hebrondamnitz) führt. 
Die nächste Bahnstation ist Damnica an der Staatsbahnlinie 202 Stargard Szczeciński–Danzig. 

## Söhne und Töchter des Ortes
- Georg Henning von Puttkamer (1727–1814), königlich-preußischer Generalleutnant und Gutsherr zu Deutsch Karstnitz, Benzin und Treblin
- Henning von Puttkamer (1826–1907), königlich preußischer Appellationsgerichtsrat, Gutsbesitzer auf Deutsch Karstnitz und Benzin, Abgeordneter des Reichstages

## Schloss

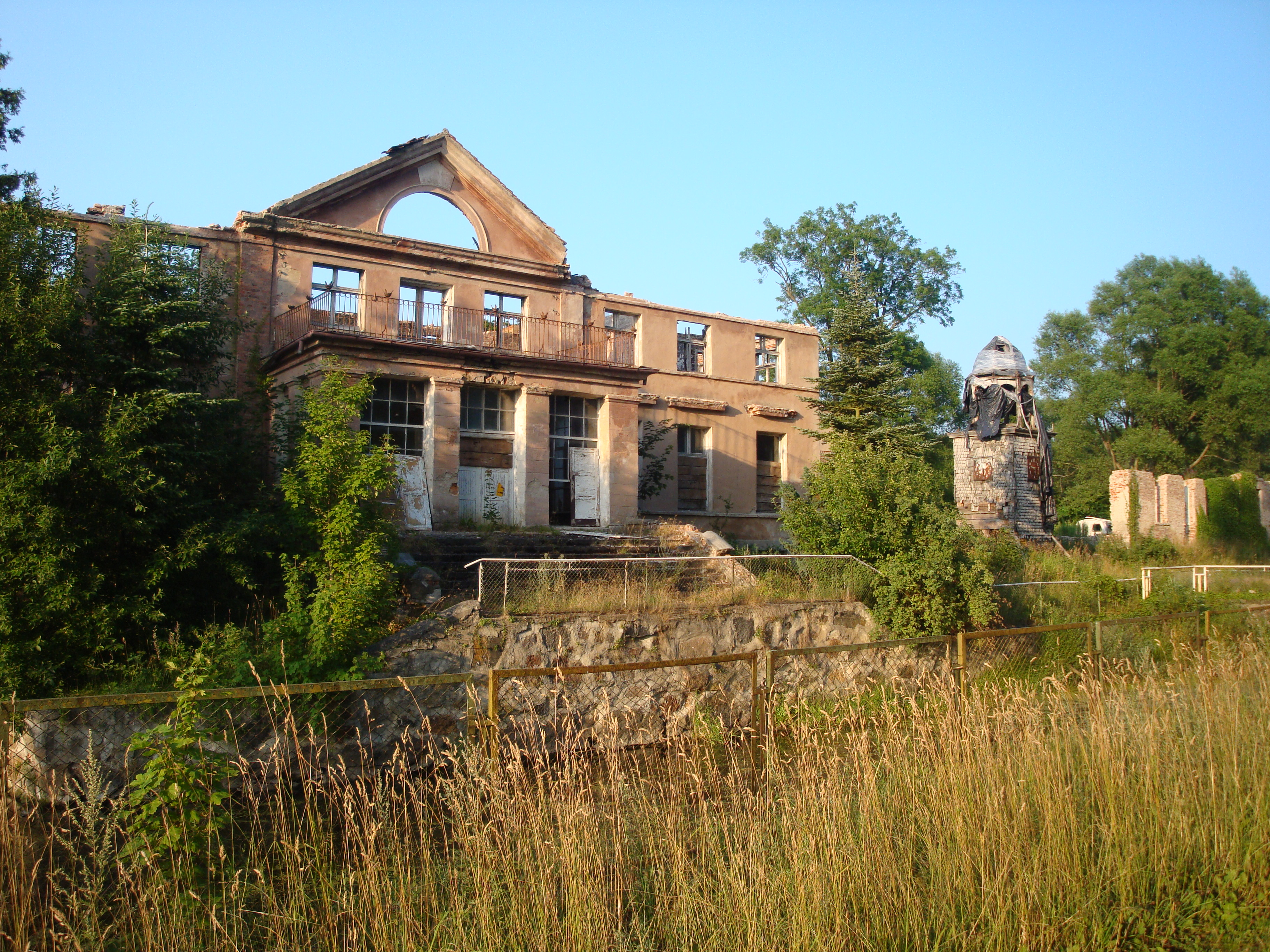
Frontseite der Ruine des Wasserschlosses Karstnitz, 2010

Von dem als Wasserschloss errichteten Gutshaus, verwalteten mehrere Generationen der Familie von Puttkamer ihren zuletzt 1125 Hektar Land einschließenden Gutsbetrieb. Vor 1945 hatte das Schloss eine wertvolle Inneneinrichtung, und die Schlossherren empfingen dort 1910 Kaiserin Auguste Viktoria. Im Sommer 1939 fand dort der letzte Familientag der Puttkamers statt.
Nachdem die sowjetischen Truppen Karstnitz im Jahr 1951 aufgegeben hatten, wurde das Schloss beschlagnahmt. Zuerst war dort eine Schule, dann eine landwirtschaftliche Beratungsstelle untergebracht. 1964 wurde das Schloss unter Denkmalschutz gestellt. Unterschiedliche Investoren übernahmen das Anwesen nach 1990, unternahmen aber zu wenig, um das Gebäude zu sanieren und einem neuen Nutzungszweck zuzuführen.
Am 5. November 2009 verhehrte ein Feuer das ehedem heruntergekommene Schlossgebäude, ehe ein weiterer Brand im Jahr 2012 die wenigen noch erhaltenen Reste endgültig zerstörte, sodass das Gebäude heute eine Ruine ist.